# پاتن (فیلم)
پاتن (به انگلیسی: Patton) فیلمی حماسی است به کارگردانی فرانکلین جی شافنر با بازی جرج سی. اسکات است. این فیلم برنده ۷ جایزه اسکار شد، ازجمله بهترین بازیگر نقش اول مرد توسط جرج سی. اسکات، ولی او از دریافت جایزه سرباز زد و اولین بازیگری شد که از دریافت جایزه اسکار خودداری کرد. فیلم داستان زندگی جورج پاتن، ژنرال آمریکایی، را در زمان جنگ جهانی دوم روایت می‌کند و کارل مالدن در نقش ژنرال عمر بردلی بازی می کند. فیلم از فیلمنامه ای نوشته ی فرانسیس فورد کوپولا و ادموند اچ. نورث ساخته شد .
پاتن  موفق به کسب هفت جایزه اسکار، از جمله  بهترین فیلم،  بهترین کارگردانی و  بهترین فیلمنامه اصلی شد. اسکات  بهترین بازیگر مرد را برای بازی در نقش ژنرال پاتون برنده شد ، اما از پذیرش این جایزه امتناع ورزید.  مونولوگ افتتاحیه ، ارائه شده توسط اسکات به عنوان ژنرال پاتن با یک پرچم عظیم آمریکایی در پشت خود ، یک نمادین و اغلب به نقل از تصویر در فیلم است. در سال 2003 ،  پاتن توسط ایالات متحده ثبت ملی فیلم توسط کتابخانه کنگره به عنوان" دارای اهمیت فرهنگی ، تاریخی یا زیبایی شناختی "انتخاب شد. بایگانی فیلم آکادمی "Patton" را در سال 2003 حفظ کرد. 